# Erin Andrews
Pour les articles homonymes, voir Andrews.
Erin Andrews (née le 4 mai 1978, à Lewiston, Maine aux États-Unis) est une journaliste et commentatrice sportive américaine pour Fox Sports. Elle a auparavant travaillé pour la chaîne sportive ESPN.
En 2007 et 2008, elle a été élue « Présentatrice sportive la plus sexy des États-Unis » par le magazine Playboy.

## Biographie

### Jeunesse
Après ses études secondaires à l'école Bloomingdale High School près de Tampa en Floride, elle obtient un diplôme en télécommunications à l'université de Floride en 2000. 

### Carrière
Elle commence sa carrière chez FSN Florida en tant que reporter indépendant en 2000-2001 avant d'être engagée comme journaliste par Lightning de Tampa Bay pour le compte de Sunshine Network en 2001-2002. Elle travaille ensuite pour Turner Sports de 2002 à 2004. Andrews rejoint ESPN en mai 2004 en tant que journaliste pour couvrir les rencontres de la Ligue nationale de hockey. Elle couvre également des rencontres sportives universitaires de football américain et de basketball. En 2005, elle commence son travail en couvrant les rencontres de la Major League Baseball et du College World Series.
À l'été 2007, un voyeur l'aurait apparemment filmée nue dans une chambre d'hôtel et diffusé la vidéo sur le Web, ce qui suscita une controverse en raison de l'atteinte à la vie privée et une vague de piratage informatique.
Elle participe en 2010 à la célèbre émission de télévision Dancing with the Stars (saison 10) passant sur la chaîne ABC aux États-Unis. Elle présente depuis 2014 l’émission aux côtés de Tom Bergeron.
Le 8 mars 2016, elle reçoit 55 millions de dollars de dommages et intérêts à la suite du procès pour avoir été filmé nue en 2007.

## Filmographie

### Actrice
- 2012 : Crazy Dad (That's My Boy) : réceptionniste de Randall Morgan